# Fiacha Tolgrach
Fiacha Tolgrach (fl. VIII-VI secolo a.C.) è stato re supremo d'Irlanda.
Fu il figlio di Muiredach Bolgrach. Nel Lebor Gabála Érenn non fu re supremo: uccise il predecessore Art mac Lugdach e morì durante il regno di Ailill Finn nella battaglia contro Airgetmar. Suo figlio Dui Ladrach divenne re supremo.
Per Geoffrey Keating, Foras Feasa ar Éirinn e per gli Annali dei Quattro Maestri succedette ad Art come re supremo e regnò per sette o dieci anni, ucciso da Ailill Finn, che gli succedette.

## Fonti
- Seathrún Céitinn, Foras Feasa ar Éirinn 1.27
- Annali dei Quattro Maestri M4395-4404